# El tesoro de Sierra Madre (novela)
El tesoro de Sierra Madre es una novela de aventuras escrita originalmente en alemán (Der Schatz der Sierra Madre, 1927) por el carismático escritor B. Traven. Es una reflexión sobre el poder y la ambición de riquezas.
La obra fue adaptada en 1948 por John Huston en una película homónima, ganadora de 3 Óscar.

## Argumento
Dobbs es un vagabundo estadounidense que busca trabajo en México sin mucha fortuna. Tras conocer a Howard, un veterano y experto buscador de oro, se asocian junto con Curtin, otro gringo, y parten a Sierra Madre Occidental. Allí encuentran un filón de oro y comienzan a excavar. Al principio la ilusión es grande, pero el trabajo es duro y las ganancias no tan elevadas como habían pensado. Pronto la situación genera recelos y riñas por lo que se fijan un plazo para cerrar la mina y marchar. Pero unos bandidos llegan al lugar y amenazan su existencia.

## Personajes
- Dobbs: es el personaje central de la novela. No se dan datos sobre su vida. Aparece en el primer capítulo sin blanca y mendigando para poder comer y hospedarse. Hombre ambicioso, se asocia con Howard y Curtin para buscar oro en la sierra.
- Moulton: hospedado en el mismo hotel que Dobbs, marcha con este a buscar trabajo en los campos petrolíferos de Tuxpan. Padece con él la aventura del tigre. Aparece solo en el primer capítulo.
- Pat McCormick: contratista con gran experiencia en el sector petrolífero. En México se dedica a equipar campos de extracción y dejarlos listos para perforar. Contrata a Dobbs. Solo aparece en el primer capítulo.
- Curtin: californiano, conoce a Dobbs trabajando para McCormick. Ante la ausencia de trabajo se asocia con Howard y Curtin. Siempre está discutiendo con Dobbs.
- Howard: el viejo. Experto buscador de oro: Alaska, Columbia Británica, Australia...Ha gastado y perdido todo cuanto tenía, pero aún conserva voluntad y fuerzas para seguir intentándolo. En el tercer capítulo cuenta la historia de la Mina de Agua Verde y despierta la ambición de Dobbs. Asociado con este y con Curtin, su dilatada experiencia es vital para el buen fin de la sociedad y su cordura y sensatez ayudarán a tranquilizar los ánimos de sus dos socios en numerosas ocasiones.
- Robert W. Lacaud: originario de Phoenix, Arizona, y graduado en el Tecnológico de Pasadena. También busca oro, aunque va solo. Su llegada al campamento levanta recelos. Cuenta la historia de los bandidos. Tras la marcha de los socios él quedará por las montañas prosiguiendo su búsqueda.

## Ediciones
La obra apareció publicada originalmente en alemán con el título Der Schatz der Sierra Madre (Büchergilde Gutemberg, Berlín, 1927). La primera edición en inglés fue publicada en Londres por Chatto & Windus en 1934; en 1935 es editada en Nueva York por Alfred A. Knopf y traducida por el propio Traven, y la primera edición en español, mexicana, en 1946.